# NGC 4201
NGC 4201 ist eine linsenförmige Galaxie mit ausgedehnten Sternentstehungsgebieten vom Hubble-Typ S0 im Sternbild Jungfrau auf der Ekliptik. Sie ist schätzungsweise 235 Millionen Lichtjahre von der Milchstraße entfernt und hat einen Durchmesser von etwa 65.000 Lichtjahren. 

Im selben Himmelsareal befindet sich u. a. die Galaxie NGC 4225.
Das Objekt wurde im Jahr 1886 von Francis Leavenworth entdeckt.